# Centre històric

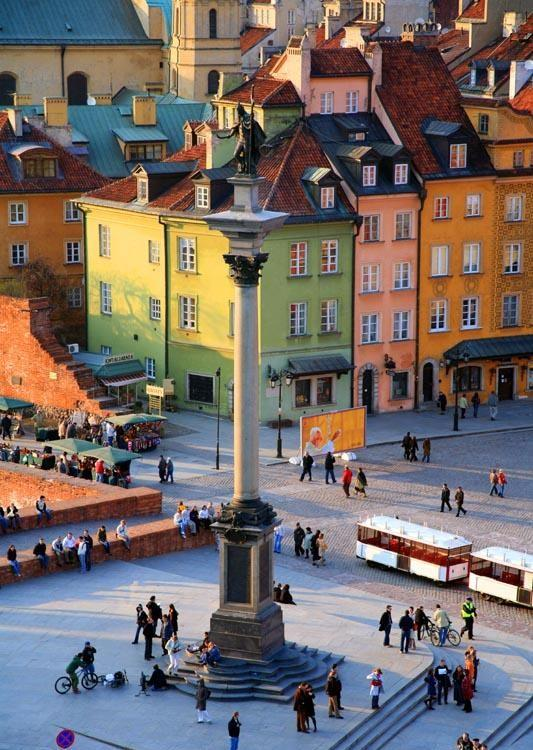
El centre històric de Varsòvia, Polònia

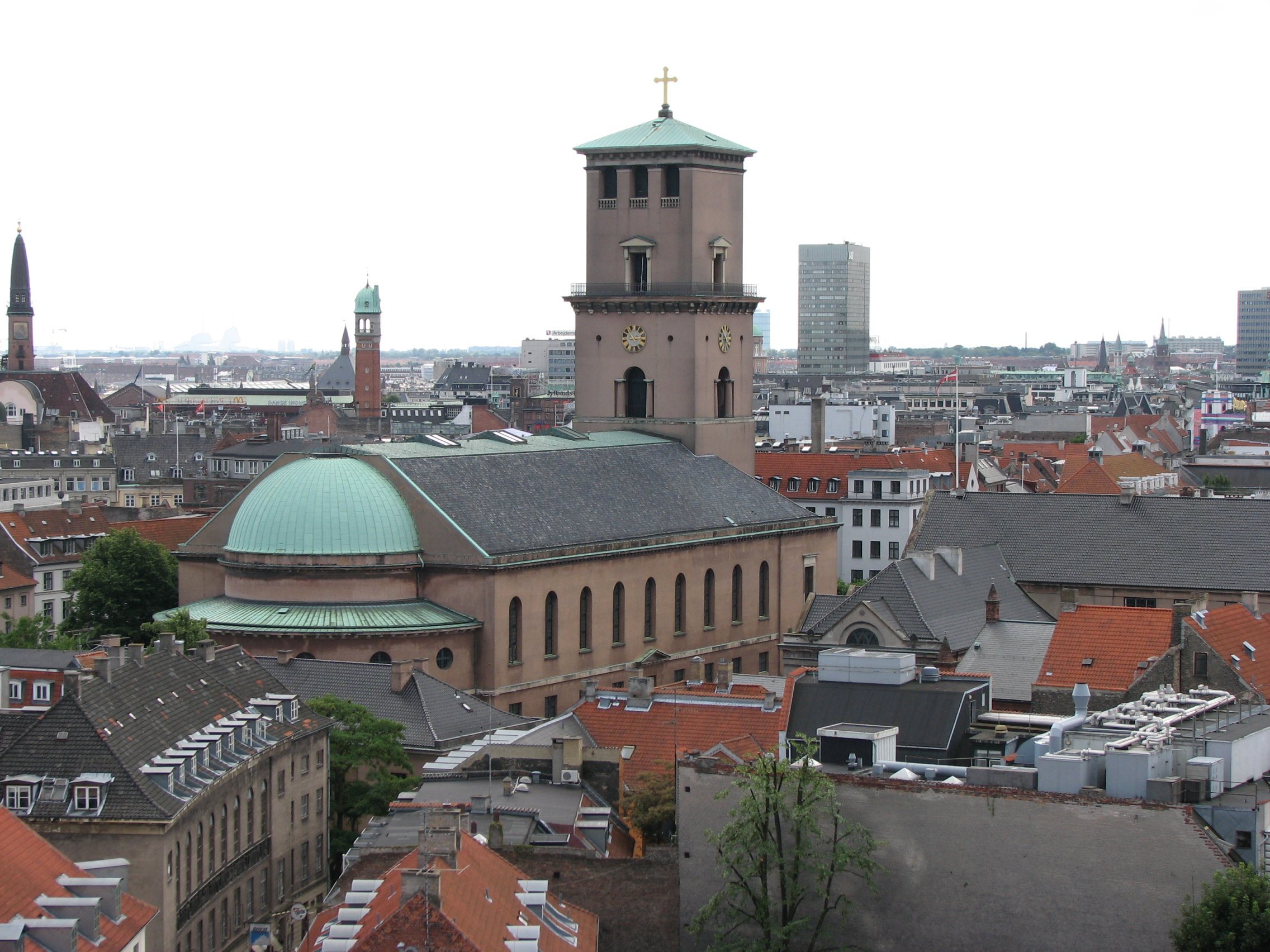
El centre històric de Copenhaguen, Dinamarca

El centre històric és el conjunt arquitectònic originari conservat dins d'una ciutat o poble, o la zona on aquest hi solia estar si no s'hi conserven restes. En grans ciutats, sovint és sinònim de districte financer, i geogràficament, sovint coincideix amb el downtown, però aquests conceptes no son mútuament excloents, doncs moltes ciutats tenen un CBD allunyat dels pols cultural i comercial, o del centre de la ciutat, o poden tenir més d'un CBD.
Entre finals del segle XIX i principis del segle XX les antigues indústries abandonaven els centres de les ciutats per traslladar-se a la perifèria, on es van desenvolupar els districtes industrials, on ja s'instal·laven les noves indústries, on el sòl era considerablement més barat que el centre de la ciutat i el transport de subministraments i productes acabats era molt més fàcil sense la congestió constant emblemàtica del centre, deixant lloc al centre per al sector terciari, que en alguns casos es convertien en el downtown. Com a resultat d'aquesta migració, la fabricació va deixar de ser una part important de la barreja d'empreses del centre de la ciutat.
De cert renom als Països Catalans, en podem trobar els següents:
- El centre històric de Tarragona, la Part Alta on hi ha les restes medievals i catorze monuments romans del Conjunt arqueològic de Tàrraco
- El districte del Centre de Palma
- El districte de Ciutat Vella de Barcelona
- El centre històric de Girona, on destaca el Call jueu
- El centre històric de Lleida
- El centre històric de la Seu d'Urgell
- El Barri del Centre d'Alcoi